# Frederick Harris
Sir Frederick Harris, britanski general, * 1891, † 1976.